# Owen Churchill
Owen Porter Churchill (Los Angeles, 8 maart 1896 – Los Angeles, 12 november 1985) was een Amerikaans zeiler.
Churchill nam als eerste Amerikaan driemaal deel aan het zeilen tijdens de Olympische Zomerspelen. Tijdens de Olympische Zomerspelen 1928 behaalde Churchill de zesde plaats. Vier jaar later in zijn geboorteplaats Los Angeles won Churchill als stuurman de gouden olympische medaille in de 8 meter klasse. Vier jaar later eindigde Churchill als titelverdediger slechts als tiende. Tijdens de 1952 was Churchill aanwezig als scheidsrechter.

## Olympische Zomerspelen
| Jaar | Plaats      | Resultaten         |
| ---- | ----------- | ------------------ |
| 1928 | Amsterdam   | 6e 8 meter klasse  |
| 1932 | Los Angeles | 8 meter klasse     |
| 1936 | Berlijn     | 10e 8 meter klasse |

1908: Charles Campbell / Blair Cochrane / John Rhodes / Henry Sutton / Arthur Wood ·
1912: Thomas Aas / Andreas Brecke / Torleiv Corneliussen / Thoralf Glad / Christian Jebe
1920 (model 1907): Thorleif Holbye / Alf Jacobsen / Kristoffer Olsen / Carl Ringvold / Tellef Wagle ·
1920 (model 1919): Thorleif Christoffersen / Magnus Konow / Reidar Martiniuson / Ragnar Vik ·
1924: Rick Bockelie / Harald Hagen / Ingar Nielsen / Carl Ringvold jr. / Carl Ringvold ·
1928: Donatien Bouché / André Derrien / Virginie Hériot / André Lesauvage / Jean Lesieur / Carl de la Sablière ·
1932: Owen Churchill / John Biby / Alphonse Burnand / Kenneth Carey / William Cooper / Pierpont Davis / Carl Dorsey / John Huettner / Richard Moore / Alan Morgan / Robert Sutton / Thomas Webster ·
1936: Bruno Bianchi / Luigi De Manincor / Domenico Mordini / Enrico Poggi / Luigi Poggi / Giovanni Reggio